# Gijs Vermeulen
Gijs Vermeulen (født 7. maj 1981 i Amsterdam) er en hollandsk tidligere roer.
Vermeulen var med i den hollandske otter, der vandt sølv ved OL 2004 i Athen efter en finale, hvor USA vandt guld mens Australien tog bronzemedaljerne. Resten af den hollandske båd bestod af Matthijs Vellenga, Jan-Willem Gabriëls, Daniël Mensch, Geert-Jan Derksen, Gerritjan Eggenkamp, Diederik Simon, Michiel Bartman og styrmand Chun Wei Cheung. Sølvmedaljerne kom i hus, efter at hollænderne var blevet nummer to i sit indledende heat og derpå vandt deres opsamlingsheat. I finalen kom hollænderne langsomt fra start og var blot nummer fem midtvejs, inden de i sidste halvdel af løbet var hurtigst og ved målstregen var lidt over et sekund efter de amerikanske vindere, men mere end halvandet sekund foran australierne på tredjepladsen.
Vermeulen deltog også ved OL 2008 i Beijing, denne gang som del af den hollandske firer uden styrmand, der først vandt deres indledende heat, men i semifinalen måtte nøjes med en fjerdeplads og dermed deltagelse i B-finalen. Her blev det til en andenplads, blot syv hundrededele af et sekund efter New Zealand, og dermed en samlet ottendeplads.
Vermeulen vandt desuden én sølv og to VM-bronzemedaljer i firer uden styrmand.

## OL-medaljer
- 2004:  Sølv i otter